# Cardamombergen

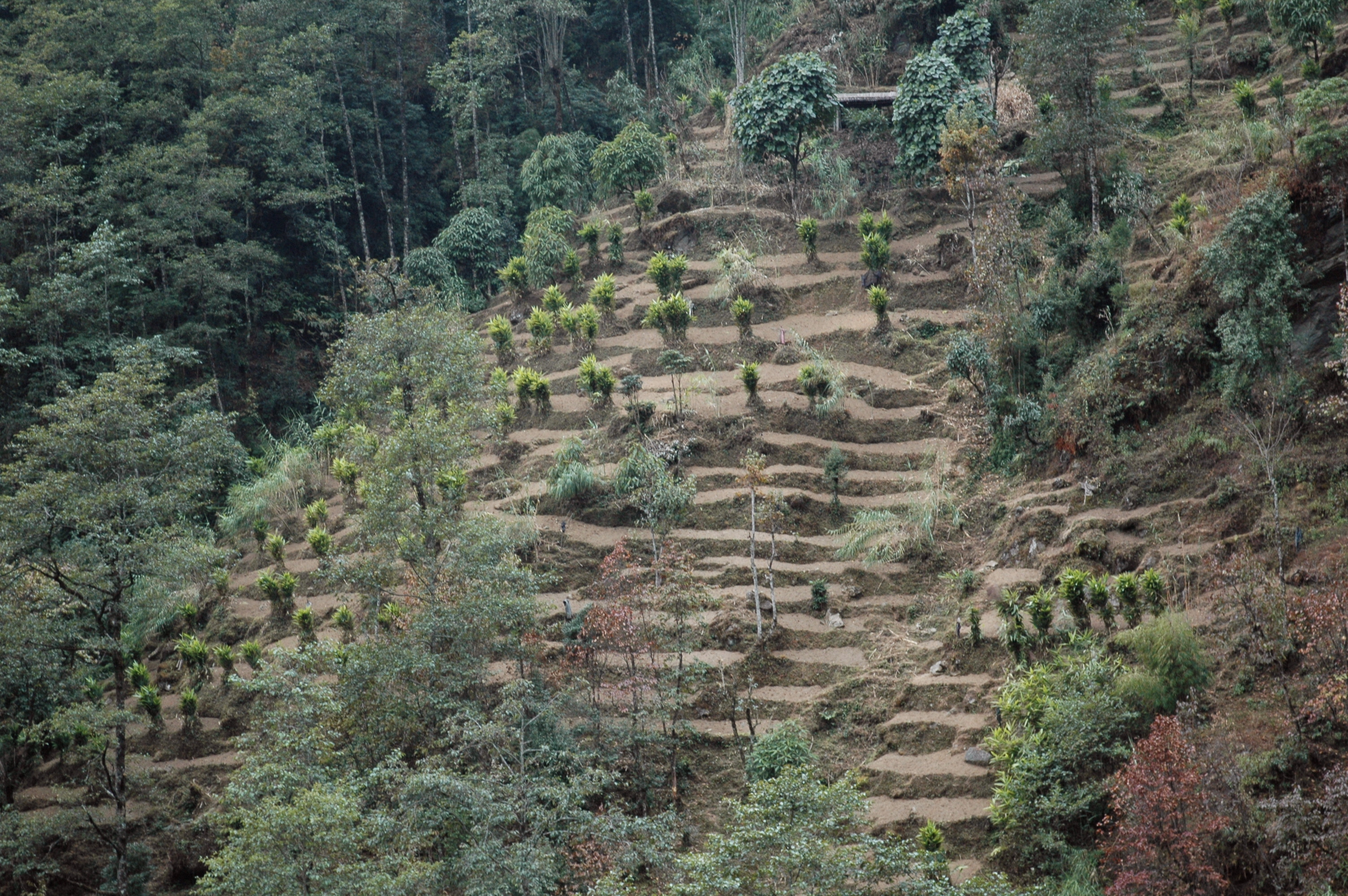
Kardemummaodling.

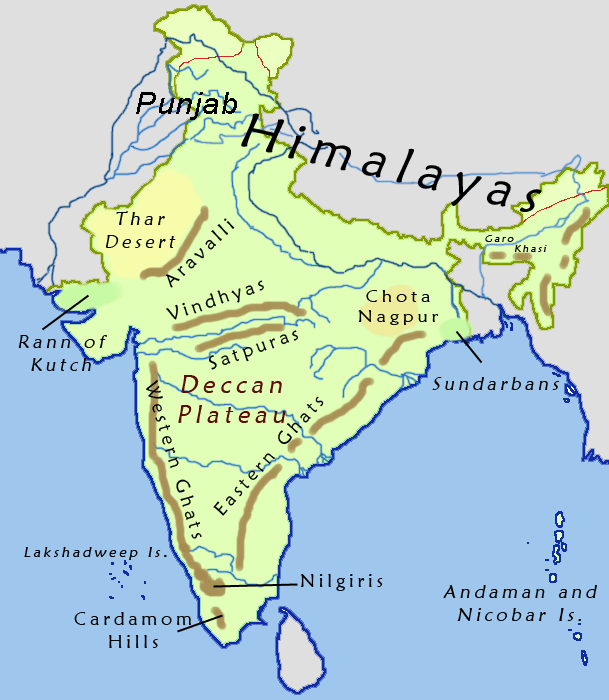
Läge i Indien.

Cardamombergen (tamil: ஏலக்காய் மலை) är en bergskedja i södra Indien, i delstaterna Kerala och Tamil Nadu. Det högsta berget här är Anaimudi, 2 694 m ö.h..